# Bapile
Bapile est une localité du Cameroun située dans la région de l'Est et le département du Haut-Nyong. Elle fait partie de l'arrondissement (commune) de Lomié.

## Population
En 1964-1965 on y a dénombré 118 habitants, dont 85 Dzimou et 25 pygmées Baka.
Lors du recensement de 2005, la localité comptait 282 habitants.